# Benjamin Boukpeti
Benjamin Kudjow Thomas Boukpeti (Lagny-sur-Marne, 1981. augusztus 4. –) francia származású, togói színekben versenyző szlalom kenus.
Miután 2000-ben szülővárosában leérettségizett, felvételt nyert Toulouse-ba a Paul Sabatier Egyetem biológia szakára, amit 2005-ben sikeresen elvégzett. Ezenkívül két évet tanult vállalatgazdálkodást és marketinget.

## Sportpályafutása
A kenusporttal tízéves korában ismerkedett meg, és már korán a kenu szlalom szakágára specializálódott.
A sok francia konkurens kenus miatt döntött úgy 2003-ban, hogy édesapja származási országa, Togo színeiben fog versenyezni a nemzetközi versenyeken. Részt vett a 2004. évi nyári olimpiai játékokon, ahol a 18. helyen végzett, ezzel nem jutott a döntő futamba. A 2007-es világbajnokságon a 22. helyen zárt. 2008 számít Boukpeti legsikeresebb évének, hiszen ekkor megnyerte az Afrika-bajnokságot, majd az olimpián a legjobb idővel került a szlalom kajak döntőjébe, ahol meglepetésre a 3. helyet sikerült megszereznie Alexander Grimm és Fabien Lefèvre mögött. Ezzel Boukpeti szerezte meg Togo első olimpiai érmét, valamint ez volt az első kajak-kenus afrikai érem az olimpiai játékok történetében.
A 2008-as olimpián egyike volt Togo négy részt vevő sportolójának, és a megnyitó ünnepségen ő volt az ország zászlóvivője.
Bátyja, Olivier szintén ezt a sportágat űzi francia színekben. Ő nem tudta kvalifikálni magát a pekingi olimpiára.